# Sudan na Letnich Igrzyskach Olimpijskich 2012
Sudan na Letnich Igrzyskach Olimpijskich 2012, które odbyły się w Londynie, reprezentowało 6 zawodników. Był to jedenasty start reprezentacji Sudanu na letnich igrzyskach olimpijskich.

## Reprezentanci

### Lekkoatletyka

#### Kobiety
Konkurencje biegowe
| Konkurencja   | Zawodnik     | Runda 1  | Runda 1 | Runda 2  | Runda 2 | Półfinał | Półfinał | Finał    | Finał   |
| Konkurencja   | Zawodnik     | Rezultat | Pozycja | Rezultat | Pozycja | Rezultat | Pozycja  | Rezultat | Pozycja |
| ------------- | ------------ | -------- | ------- | -------- | ------- | -------- | -------- | -------- | ------- |
| bieg na 800 m | Amina Bakhit | 2:09,78  | 31.     | —        | —       | NQ       | NQ       | NQ       | NQ      |

#### Mężczyźni
Konkurencje biegowe
| Konkurencja   | Zawodnik            | Runda 1  | Runda 1 | Runda 2  | Runda 2 | Półfinał | Półfinał | Finał    | Finał   |
| Konkurencja   | Zawodnik            | Rezultat | Pozycja | Rezultat | Pozycja | Rezultat | Pozycja  | Rezultat | Pozycja |
| ------------- | ------------------- | -------- | ------- | -------- | ------- | -------- | -------- | -------- | ------- |
| Bieg na 400 m | Rabah Yousif        | 45,46    | 17. Q   | —        | —       | 45,13    | 11.      | NQ       | NQ      |
| Bieg na 800 m | Ismail Ahmed Ismail | 1:48,79  | 40.     | —        | —       | NQ       | NQ       | NQ       | NQ      |
| Bieg na 800 m | Abubaker Kaki       | 1:45,51  | 1. Q    | —        | —       | 1:44,51  | 3. Q     | 1:43,32  | 7.      |

### Pływanie
Kobiety
| Zawodniczka     | Konkurencja   | Eliminacje | Eliminacje | Półfinał | Półfinał | Finał | Finał   |
| Zawodniczka     | Konkurencja   | Czas       | Miejsce    | Czas     | Miejsce  | Czas  | Miejsce |
| --------------- | ------------- | ---------- | ---------- | -------- | -------- | ----- | ------- |
| Mhasin Fadlalla | 50 m dowolnym | 35,07      | 69.        | NQ       | NQ       | NQ    | NQ      |

Mężczyźni
| Zawodnik        | Konkurencja   | Eliminacje | Eliminacje | Półfinał | Półfinał | Finał | Finał   |
| Zawodnik        | Konkurencja   | Czas       | Miejsce    | Czas     | Miejsce  | Czas  | Miejsce |
| --------------- | ------------- | ---------- | ---------- | -------- | -------- | ----- | ------- |
| Mohamed Elkhedr | 50 m dowolnym | 27,26      | 50.        | NQ       | NQ       | NQ    | NQ      |